# 八一五全臺大停電
八一五全臺大停電是指2017年8月15日16時51分起在臺灣本島各地發生的大規模無預警停電事件，肇因於臺灣中油對台電大潭發電廠的天然氣供應管線因巨路國際公司更換卡片不當造成意外停止運作，導致大潭發電廠6部機組全部跳停，進而造成全臺電力備轉容量不足，供電系統避免全面崩潰啟動保護措施而分區停電，最終於同日23時始恢復正常供電，並於翌日0時50分，大潭發電廠6部機組全部恢復併聯發電。
該停電事件發生前，全臺電力的備轉容量為3.17%，屬於供電警戒橘燈狀態。臺灣中油在停電後第一時間調查事故原因，定調為「承攬商更換計量站控制系統的電源供應器時誤觸，導致氣閥關閉停止供氣」。此次停電事件間接造成一人死亡（因使用蠟燭引起之火災）、一人受傷，使得受影響之供電分區內的許多商家暫停營業、道路照明無法運作，影響區域擴及人口聚集的西部都會地帶，加上停電正好發生於通勤尖峰時間，造成人民生活不便與財物損失。

## 背景
台電2017年7月、8月發生815大停電前夕的能源結構比

### 電力調度原則
依照台灣電力公司電力調度處計劃組長吳進忠公開資料顯示，台灣電力調度原則為「發生最大機組N-1跳機事故不能導致低頻卸載， 即頻率不得低於59.50Hz連續超過50秒」。2017年台灣服役中最大機組為核二廠，容量985MW，然而本事件事發瞬間跳脫4,384MW，遠高於台電之事前規劃，導致系統緊急卸載避免崩潰。

### 學者諫言2017年夏台灣將面臨限電
2017年4月，學者投書中國時報呼籲：「執政者的一念之間，可以真正確保台灣今年的夏天不會缺電。一旦限電，短期馬上會影響到企業的訂單，政府到時就來不及反悔了，現在正是執政團隊懸崖勒馬的時候了。」文中利用數據說明今年夏天台灣面臨限電的風險非常高。

### 核電廠機組狀況
2016年3月10日，第一核能發電廠緊急停機4天，據調查結果顯示是30年的老員工「誤觸開關」，導致額外冷卻水進入反應爐，使水位過高、引起跳機，事後台電表示已懲處並調離疏失人員。
截至2017年7月30日9點11分29秒止，依行政院原子能委員會核電廠即時資訊顯示為：
| 名稱   | 機組   | 當時運轉狀態 | 當時反應爐功率（％） | 發電量（MWe） |
| ------ | ------ | ------------ | -------------------- | ------------- |
| 核一廠 | 一號機 | 機組歲修     |                      |               |
| 核一廠 | 二號機 | 機組歲修     |                      |               |
| 核二廠 | 一號機 | 發電運轉     | 81                   | 808           |
| 核二廠 | 二號機 | 機組歲修     |                      |               |
| 核三廠 | 一號機 | 發電運轉     | 40                   | 325           |
| 核三廠 | 二號機 | 發電運轉     | 100                  | 975           |

### 729限電危機
2017年7月29日，因颱風的關係導致和平電廠輸電電塔倒塌，電廠所生產的電力無法外送，台電的備轉容量及備用容量頓失132萬瓩，由於此前台灣就已面臨缺電，於是全台直接進入從電塔倒塌到修復歷時兩周的限電危機。為期兩周的限電危機期間，中央政府除了下令所有公務機關從13時到15時禁止開啟冷氣，並嚴格稽查室內空調溫度低於26度的店家，也指示台電在需量競價上賠本加碼，引起環保團體抗議，並激起社會廣泛的質疑。
期間，有網友在「公共政策網路參與平台」提案重啟核一與核四，以解決限電危機，並以核能發電盈餘發展綠能；也有網友提案，為公務員抱不平，認為行政院應說明先前限制公家機關下午1時到3時吹冷氣的決策過程。。學者則持續警示政府台灣面臨「人為」限電危機，強調「電力系統的裝置容量真的不夠嗎？核一廠一號機與核二廠二號機兩部機組裝置容量超過一百六十萬瓩，這些電力因立法權霸凌行政權而未使用。」、「若需求量大於供應量，不執行『不預警斷電』，發電裝置會因保護裝置動作與系統解聯，供電系統崩潰，造成大區域範圍停電。」
2017年8月14日，毀損的和平電廠輸電電塔經過修復，兩部機組開始滿載供電，限電危機暫告落幕。然而15日上午5時許，長時間滿載發電的和平電廠一號機不堪負荷傳出破管故障解聯，限電危機再起。台灣電力公司估計當日尖峰用電與前一週（尼莎颱風過境後一周）類似，尚能維持供電警戒「橘燈」。惟當日臺灣的總用電量高於台電的預估並創下歷史新高。

## 起因
根據台電公司在8月15日晚間記者會的說法，停電起因於8月15日16時51分，台灣中油更換設備不慎，未先將電動閥門調為手動模式而直接施工，天然氣供氣管線的安全裝置偵測到異常而切斷天然氣供應2分鐘，導致全臺最大天然氣電廠、佔全臺備轉容量10%的大潭發電廠1到6號機組全部跳脫，發電量瞬間缺少4,384MW（百萬瓦）；供電系統因而自動啟動代號81低頻電驛的安全保護措施，台灣各地皆傳出跳電與停電消息。BBC稱當日午後兩時左右就已「瀕臨臨界點」，用電量高達36,452.8MW，已達到總發電量（37,610MW）的97%。蘋果日報報導指出，當大潭電廠意外發生後，台電已經沒有備用電力可緊急供應了。
8月16日上午，台灣中油指控責任歸屬應由承包商巨路國際承擔，此言被承包商反駁指出：「僅義務從旁協助安裝，安裝時均由中油公司人員全程指揮監督，電動閥自動關閉責任尚待查明。」
該次停電前的備轉容量為3.17%，遠低於國際平均備轉容量區間10%-30%。

## 影響

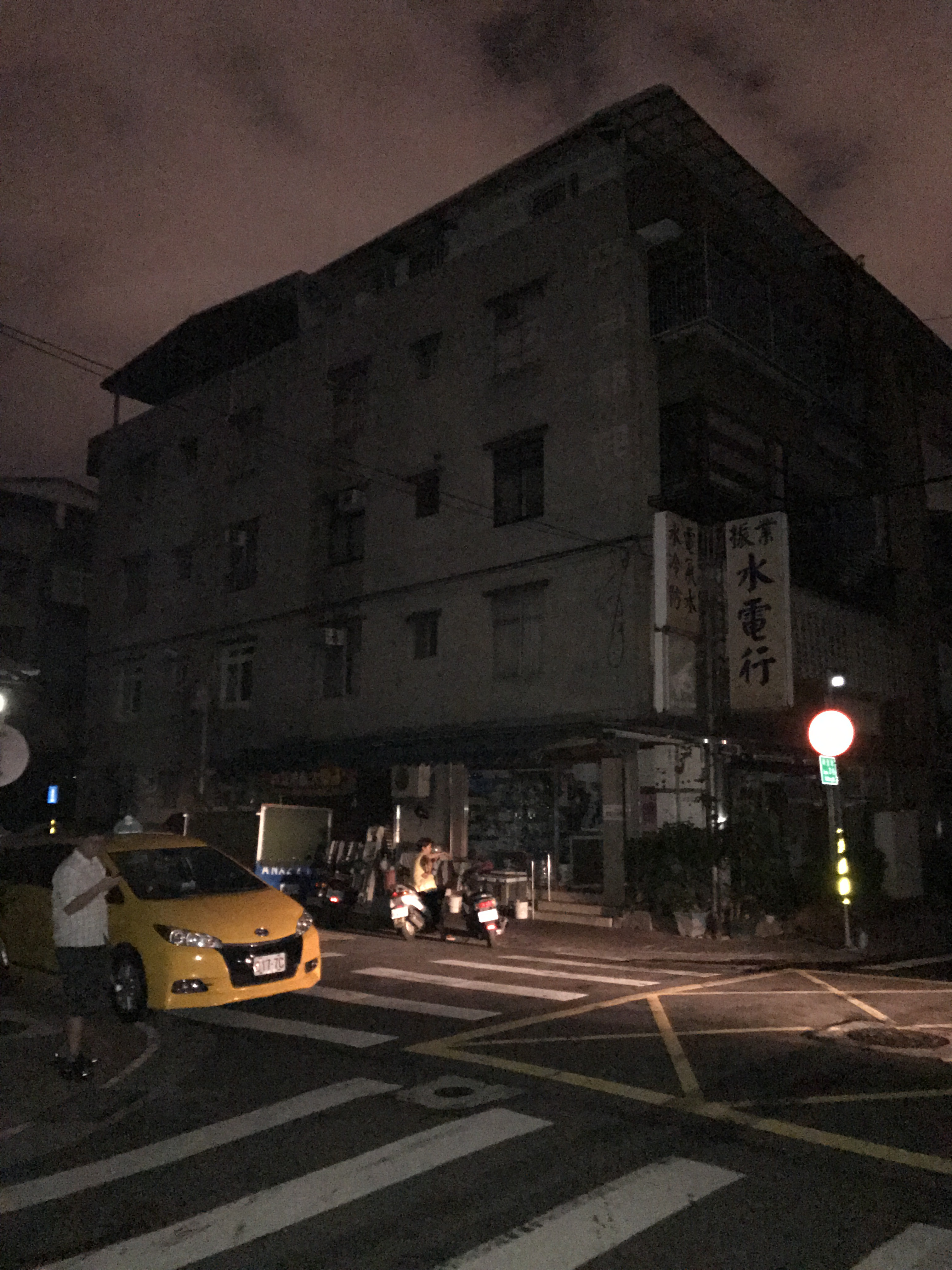
分區限電中，燈光全無的臺北市松山區新東街3巷公寓

本次停電造成約停電及輪流停電838萬戶和668萬用電戶受停電影響（全台用電戶數至2016年底總計約有1382萬戶），臺灣本島19個縣市皆傳出相關停電消息。部分縣市也成立災害應變中心。

### 分區限電
每年年初會依照電源不足時期限制用電辦法，排定緊急分區輪流停電的組別。因重啟天然氣電動閥與機組安全檢查需要一段時間，台電於當日下午6時起實施緊急分區輪流停電，此次影響的用戶為電費單據上的A組與B組用戶，每輪停電1小時，部分用戶停電兩輪。由於中油公司已經恢復正常供氣，台電公司檢查大潭機組狀況確認沒有問題後，傍晚6點49分陸續恢復大潭等機組併聯供電，並於9時40分正式解除全台緊急分區輪流停電，亦隨即針對各停電饋線的用戶儘速陸續恢復供電。

### 工業
鴻海土城廠區跳電停電，其中的虎躍廠、民生廠啟動備用電源時冒出黑煙，損失尚待估計。台達電在桃園4個廠有3個廠區在下午6時以後停電，損失尚待估計。廣達也遭遇停電，損失尚待估計。新竹科學園區竹南園區：晚上6時起低壓部分分區輪流停電措施，部分廠商受影響，損失尚待估計。位在雲林縣麥寮鄉的六輕停電五分鐘，損失近千萬。元長工業區、斗六工業區、雲林科技工業區與離島式基礎工業區，共9家廠商因停電損失，總金額約829萬元，還有20多家廠商估算損失中。
位於高雄的工業區受到臨時停電的波及。經濟部加工出口區管理處公關主任韓文冠說，因饋線不同，第二輪停電波及楠梓第二園區，園區已於晚間8時10分恢復正常供電，廠商受影響狀況仍統計中，截至2017年8月16日累計損失已近新臺幣一億元。加工出口區臨廣園區下午4時52分左右發生跳電，這是受高壓送電端電壓問題影響，園區於下午5時10分恢復供電，廠商受損情形仍調查中。鳳山工業區於下午4時45分跳電、5時25分復電，永安工業區下午也於近5時跳電、傍晚6時復電，兩工業區災損情形仍估算中。日月光集團的高雄K21廠、K22廠停電60分鐘，於晚間8時10分復電，廠內所有設備隨後陸續恢復正常運作，這兩個廠產線人員當時一度被迫在廠外等待復電，期間廠方都有妥善安置員工，這場停電造成的損失估算至今已達50萬到80萬美元。群創也受到停電影響。

### 交通

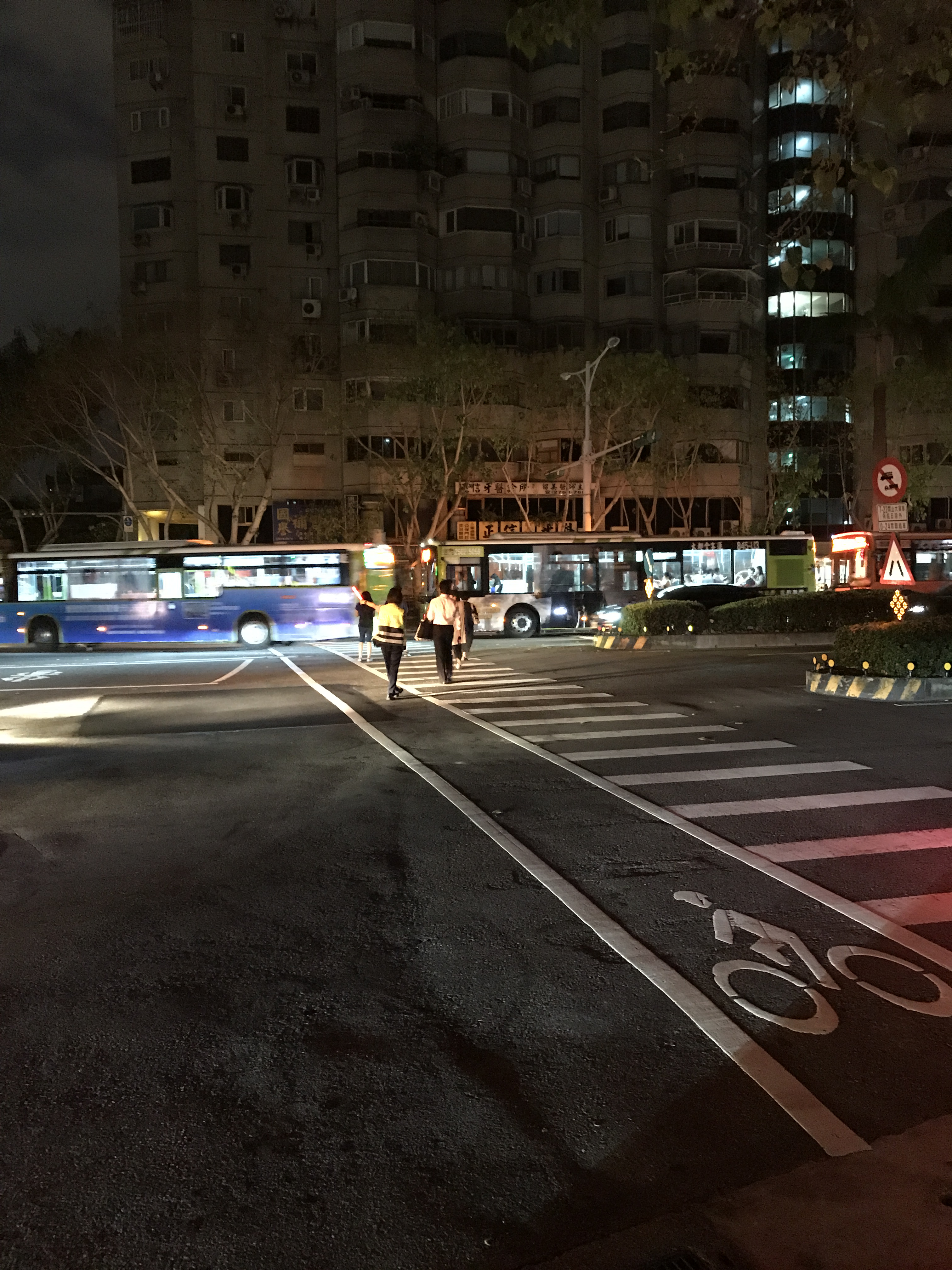
停電中，臺北市政府警察局在臺北市松山區民生東路五段與三民路口進行交通管制

全台地區大部份道路上交通號誌斷電，且斷電正值下班通勤時間，導致主要幹道出現嚴重的交通阻塞，必須依靠警力疏導車流，市區車潮更一度回堵至高速公路，造成國道塞車；所幸大眾運輸，諸如臺北捷運、桃園捷運、高雄捷運、臺灣高鐵等鐵路運輸皆未受到影響，惟臺鐵部分路段及車站需緊急依靠柴油發電系統維持運作。高雄捷運環狀輕軌，雖系統供電正常，但因市區許多路口紅綠燈號誌異常，為安全起見，高雄捷運公司晚間6點38分宣布輕軌列車全面停駛，晚間8點宣布輕軌列車提早收班至當日營運時間結束。臺北貓空纜車因台電供電異常暫停營運，停電當時有255人在貓纜車廂中，臺北捷運公司立即啟動備用電源，以慢速運轉疏散旅客，在晚間6點40分疏散完畢，也已啟動公車接駁。
公共腳踏車部分，YouBike租借站亦因停電無法提供借車服務（停電場站仍可還車），影響臺北市95站、新北市103站、桃園市7站。高雄市公共腳踏車租賃系統租借站因配合台灣電力公司緊急分區輪流停電措施，暫停營運。Gogoro電動機車的GoStation電池交換站在跳電後也因為牽涉電網相關限制無法使用機台內的Gogoro智慧電池自行開機恢復服務，包含跳電前就已進行維修的站點，全台最多約90多個站點停止服務，後續才陸續恢復。還有臺灣鐵路少數車站跳電。加油站因為缺電，造成民眾不便。
停電發生後，有民眾表示手機行動網路速度有受影響。據中華電信統計，全台共有17縣市、約1400座基地台受到跳電影響，15日晚間九時為止全台仍有328座基地台故障。

### 商家
多數便利超商因停電而必須暫時用手寫收據，事後再回原店更換回發票。因擔心店內的冷凍冰櫃冷度不足而使商品融化，部份門市先將冷凍冰櫃封閉，待電力正常供應后重新開始販售。部份需使用電器或冷凍設備的商家受停電影響而暫停營業或提早打烊。
百貨公司部分，大臺北傳出新光三越信義新天地、臺北101大樓、京站時尚廣場、微風廣場、微風南京、京華城、統一時代百貨台北店、中和環球購物中心、西門國賓電影院和西門町等因停電而無法正常營業；臺中中友百貨受到停電影響；高雄市有大遠百、大立百貨、大魯閣草衙道等受到停電影響。

### 公共部門
農委會、中央氣象局、司法院也停電。部份地區的郵局受到停電影響，設置在局內的自動提款機也因為停電而無法進行提、存款。
適逢臺北市舉辦2017年夏季世界大學運動會，為今年臺北世大運練習場館之一的板樹體育館也受停電影響，原要前往板樹體育館練習訓練的美國世大運籃球代表隊因此改到捷運北投會館籃球場練習。
大觀電廠38年來首次緊急抽取日月潭水庫的水進行水力發電，日月潭水位因此下降3公尺。部分地區加壓站無法正常運作，新北市、桃園市、新竹市、苗栗縣、南投縣、臺南市、屏東縣等地區域性停止供水。

### 養殖業
養殖業需依賴水車增加水中溶氧，因這次停電讓水車無法運轉，造成魚蝦暴斃。

### 間接傷亡
因停電之故，苗栗一處民宅的屋主即找蠟燭保持照明，但蠟燭倒下後引燃屋內易燃物造成火災，使得屋內一名人員死亡，一名受傷。

### 醫療
臺北一名女子準備進行治療時遇大停電，讓已通電的二氧化碳雷射棒無法運作，醫師只好將已麻醉且躺在治療檯上的女子叫醒，另再安排治療時間。
臺東一名71歲婦人和基隆一名81歲老翁，因斷電造成呼吸器無法運作，家屬通報消防隊將其緊急送醫。

## 復電與補償
台灣電力公司在15日晚間11時解除分區輪流停電，全面恢復供電。台電在16日表示將對592萬戶停電用戶減免電費，對一般民生及小商店的非時間電價用戶，減收一天電費；對工業用戶及時間電價用戶，亦扣減一天的基本電費，總額約3.6億元，由下期電費帳單扣減。

## 各界反應

### 國際社會
美國財經媒體彭博旗下的研究平台彭博行業研究（Bloomberg Intelligence）在2017年7月底提出的分析報告中預測，台灣未來將持續缺電，原因包括：在過去3任總統與多屆立法委員任期內，台灣內部對於能源議題持續角力、台灣內部天真地認為再生能源可以解決所有能源短缺的問題等。台北市美國商會會長章錦華表示，半導體等高科技產業已是台灣經濟支柱，對這類產業來說，即使只是斷電0.1秒都會對生產過程造成嚴重後果；台北市美國商會呼籲，「冀望政府提供社會大眾一個清楚且實際的能源政策，讓業界有信心，台灣的競爭力才不會因此下滑。」

### 產業
台灣科學園區同業公會常務理事林錫銘表示，無預警停電事件將影響廠商投資信心，事態嚴重，政府應究責。
行政院農業委員會屏東農業生物科技園區主任張淑賢表示，他要向台電或中央反映，希望屏東農業生物科技園區排除在輪流停電組別之外；否則，若養殖漁場、疫苗、生物製劑等因停電而發生大損失，廠商就沒信心再投資，政府發展農業生技為重點政策的美意恐事倍功半。

### 學術界
- 核安專家、香港城市大學校長郭位表示：「台灣的問題就在於『備載電能遠低於10%』、『全世界上沒有一個先進的國家，會把備載電能弄得這麼低』，目前台灣因備載電能過低，因使全台大停電，他認為『並非意外』」。[94]
- 清大榮譽退休教授陳士麟認為台灣電網脆弱，一個設備出狀況就無法運作，如果不即時改善，未來會更加嚴重[95]。目前台灣備轉容量，才因大潭電廠跳機，全台就大停電。目前因為趕著應付電力需求，增加機組都在台中電廠、大潭電廠，場址可能不適合，且把風險過於集中[95]。火力發電廠不如核能電廠的風險評估要求高，核電廠依照國際有一套要求標準，不會是「N-0」像大潭一個設備出狀況就發不了電[95]。
- 國立清華大學核子工程與科學研究所特聘教授李敏認為：「光是大潭電廠全部跳機就造成全台大停電，顯示備轉容量不足，否則不會這麼嚴重，而備轉容量不足，加上核電廠機組陸續退出，導致非核能發電機組被操得很嚴重，無法允許有人為犯錯的空間，此次事件更凸顯政府能源政策出了問題，政府應該好好思考，現階段到底是意識型態（非核家園）比較重要，還是停電導致的國家安全比較重要。」[96]

- 核能流言終結者創辦人黃士修在政論節目上提出看法，認為引發全台停電的原因應該不是員工誤觸開關如此簡單，認為是中油想把責任推給包商。即便今日沒有中油員工誤觸開關的人為疏失，蔡政府入夏後各個機組滿載地支應不斷飆升的用電量，撐持至今也難保不會有機組因為「過操」故障而引發跳電危機。這次停電確實是人禍，但不應只怪罪誤觸開關的員工。[97]同时也認為分散式電網無法解決停電問題，只有維持法定備轉容量率15%以上才有辦法解決，不認同蔡英文在臉書的貼文[98]
- 核能流言終結者於臉書上的粉絲頁面貼文指出：「核一廠2號機、核二廠1號機如果當時有運轉的話，核電應屬於「基載」電力。而桃園大潭則身為「中載」的角色，即便是六台機組同時無法發電，也頂多少了294～378萬瓩萬瓩，發電總容量還是有3545～3629萬瓩，依舊超過當時的全台總用電3505萬瓩，雖然備轉容量有些緊迫，但可能不至於全台大停電。（或者可說，就算當下因為瞬間電力缺口太大觸發安全保護機制造成停電，但頂多停個5~10分鐘，而不是幾個小時）」[99]

### 政界看法
| 對象                     | 看法 | 參考資料                        |
| ------------------------ | --- | ------------------------------- |
| 中華民國總統蔡英文       | 當日晚間10時28分於個人臉書發表貼文指出此次停電是因為「人為疏失誤觸」而導致的供電系統癱瘓，表示「該系統明顯地過於脆弱，可是台灣竟然就這樣過了這麼多年」並提出質疑。 | [ 100 ]                         |
| 行政院長林全             | 表示將追究相關人員的責任，並提出以下看法： 1. 八一五停電事件不是電力備轉容量不夠的問題，是電力穩定性跟管理責任問題，因此不能忍受此次停電的人為失誤 2. 有人說是否要重啟核電，但這完全是兩件事，不應跟備轉容量扯在一起，以免模糊焦點。此外，亦表態反對以核電養綠電的看法。 3. 合理備轉容量不能超過15％，要是太高，代表太多電沒使用，也是消耗。 4. 有沒有藏電，「不是我講，不是台電講，不是某一個人講，拿事實來看」，在備轉容量率很低，約4%到5%的狀況下，如果發生意外問題時，看看還有沒有電，就是最好的檢視，就能讓台電藏電的質疑慢慢被澄清。 | [ 100 ] [ 104 ] [ 105 ] [ 106 ] |
| 彰化縣國民黨議員曹嘉豪   | 指蔡英文政府選前口號「不跳電、不限電」因此跳票 | [ 107 ] [ 108 ]                 |
| 民進黨立委葉宜津         | 質疑有陰謀並要求檢察官介入調查 | [ 109 ]                         |
| 台北市長柯文哲           | 不可能要便宜，又不要核電，什麼都不要；然後什麼都要，就是不要付錢，沒有這回事。 | [ 110 ]                         |
| 新北市民進黨黨部主委余天 | 認為只有經濟部長下台不夠 | [ 111 ]                         |
| 親民黨立委陳怡潔         | 此事如果只是因為操作疏失，就造成這麼嚴重的影響，簡直是比恐怖攻擊更可怕，只是讓一個部長下台，有點太過便宜行事。行政院不要以為這樣就可以「棄車保帥」，更不要用「用愛發電」的口號再欺騙民眾。希望民進黨可以藉此鄙棄酬庸、謝絕派系，找到具有專業且找得到電的新經濟部長，讓國際企業可以安心用電，國內企業也不會因此出走。 | [ 112 ]                         |
| 前交通部部長葉匡時       | 維修員比過去30年來的颱風還強 | [ 109 ]                         |
| 前行政院長江宜樺         | 於個人臉書發表一篇以《以民粹凌駕專業，最後受苦的是人民》作結的貼文，並在內容提到真正的大停電原因是蔡政府的能源政策錯誤。 | [ 113 ]                         |

### 各界人物負責行為
中華民國主管經濟能源的中央機關經濟部之部長以及負責此事件的臺灣中油公司之董事長先後請辭。
| 日期    | 對象                                                | 事由                                                 | 結果 | 參考資料                |
| ------- | --------------------------------------------------- | ---------------------------------------------------- | --- | ----------------------- |
| 8月15日 | 中華民國經濟部部長李世光、 臺灣中油公司董事長陳金德 | 事件發生後當晚召開記者會                             | 和經濟部能源局、臺灣中油公司、臺灣電力公司等相關單位一級主管與全台民眾道歉；經濟部部長李世光請辭獲准。           | [ 79 ] [ 114 ] [ 115 ]  |
| 8月16日 | 台灣中油公司董事長陳金德、 台灣中油公司總經理劉晟熙 | 表態會負起所有責任，預計在一週內會對失職人員做出懲處 | 8月18日，台灣中油董事長陳金德請辭獲准。9月12日，中油總經理劉晟熙記過2次，副總經理以下等9名相關人員亦有建議懲處。 | [ 116 ] [ 117 ] [ 118 ] |

#### 調查
8月16日上午，台灣中油指控責任歸屬應由承包商巨路國際承擔，巨路國際反駁「僅義務從旁協助安裝，安裝時均由中油公司人員全程指揮監督，電動閥自動關閉責任尚待查明」；隨後中油再度反駁，巨路是依約執行，非僅義務從旁協助。

## 後續能源政策

### 政府回應
中華民國總統蔡英文在臉書上發表文章致歉，指出：「政府推動分散式的綠能發電，就是要避免單一電廠事故就影響全國供電。我們的政策方向不會改變，今天的事件只會讓我們的決心更堅定。」
行政院長林全接受中央社專訪時表示，為了打造2025非核家園，蔡政府上台後要求台電，停用核二廠一個機組、核一廠兩個機組，並在減少核能發電跟控制燃煤發電之際，同時要維持電力穩定供應。因此，電力備轉容量率一直往下掉，降到4-5％。以往台電認為備轉容量率要維持在7％以上才算不缺電，是有點吃緊，「但不代表不能運作」。
林全表示，假設天天都在缺電，才要考慮要不要啟用核電。但這兩年把幾個核電機組停下來，「我們還是撐過來了」，如果沒有大潭電廠跳機事件，也不會發生限電問題；而且就算核電機組都重新啟用，停電事件還是會發生，因為跳電量太高，比停下來的核電機組還高。
林全指出，和平電廠電塔倒塌實際上僅花10天就修復，大潭電廠跳機也不過幾小時；但重新啟動核一跟核二部分機組，或是啟動核四，是長期的大問題。林全說，只要核電在運作，就有不確定性，核電廠若出問題，可能帶來的災害是社會大眾難以承受的，「能少用核電就儘量少用，這是價值選擇問題。」
科技部部長陳良基透露，有鑑於特斯拉將建造出100百萬瓦特鋰離子電池為南澳大利亚約3萬戶人家供電，科技部將嘗試與特斯拉接觸，向特斯拉「表達高度興趣」。
8月17日，行政院會議通過國家發展委員會編審完成之《行政院107年度施政計畫》，內容提到2018年的電力穩定供應之目標值為「每戶停電時間為17.23分鐘」。
行政院發言人徐國勇也澄清外界對於備載容量的質疑，他說，備載容量百分之十五是法定的上限，也就是說不應該超過百分之十五，但沒有講下限。徐國勇表示，沒有下限，就是因為我們的發展，這幾年一下增加百分之十四的用電量，在這部分來說的話，用百分之十五當作說要至少要維持百分之十五，那是誤解法律，法律沒有這樣規定，法律是規定上限百分之十五，而且是建議性質，只要我們超過百分之一，就是一百億元的花費，如果維持太高，例如過去曾經有到十八到廿，多了百分之一，國家就是多花一百億元，為何規定不超過的原因就在這裡。不過報導未指出徐國勇是否有近一步說明「每 1% 國家就是多花 100 億元」的根據。

### 不同意見
前行政院長江宜樺認為：「蔡總統完全不承認備載容量不足的問題，反而強調要堅持分散式的綠能發電。其實，分散能源供應是對的，因為這樣才能降低能源安全上的風險，但是蔡總統的實際做法與分散能源正好背道而馳。她不只消滅了核能的選項，而且將廢核後的電力負擔放在天然氣之上。我們原本的天然氣發電佔30%，將來則要大幅調高到50%！如果一座大潭電廠出問題，全國就有近半用戶停電，那麼繼續擴增機組的大潭電廠將來若出問題，全台還有多少用戶有電可用？請問總統：這是更加集中風險還是分散風險？」
核能流言終結者創辦人黃士修認為：「這兩年的夏天都處於橘燈、紅燈下，一個機組出問題，全台就鬧限電危機，而小英政府能源政策要把天然氣比例拉到50%，天然氣的管線輸送過來隨送隨燒掉，氣管一斷就會導致連鎖反應，現在極端氣候越來越多，這個機率也會越來越高，未來面臨到威脅的是全台電力都來自天然氣，萬一發生事故是嚴重缺電危機。」

#### 核能流言終結者的論點
核能流言終結者認為，徐國勇的發言有誤，「備載容量率」並不存在；並提出以下五點反駁徐國勇的說法：
1. 沒有「備載容量率」，是「備用容量率」。
2. 備用容量率15%是目標值，高於目標值的話，缺電風險會降低，反之，風險會增加。因此，備用容量率維持在15%以上才能確保每年的缺電風險在0.1%以下，也就是所謂的「供電999方案」。
3. 如果備用容量率沒有下限，那「零備用容量」及「負的備用容量」也沒有關係囉？
4. 多1%的備用容量率約略要投資100億元的發電設備，但是發電設備會以20年來提列折舊，故每年只要多增加投資5億元，對於降低缺電風險，並不算昂貴。
5. 海島型的獨立系統，備用容量率的目標值通常比較高。[125]

## 民意方向改變
2018年4月24日，《遠見雜誌》公布最新民調，從2014年林義雄反核四禁食行動到2018年4月，希望重啟核四的民眾從原本不到三成到超過五成，超過半數的民眾同意暫緩核四燃料棒運離台灣，普遍被視為是受到815全臺大停電的影響。
2018年6月8日，老天鵝娛樂將田馥甄的歌《小幸運》改編為《缺電英》，開場白直言「當一個總統說我們再也不缺電，不是真的不缺電，而是她在唬爛你，選前選後都騙你」。